# Monts du Hodna
Les monts du Hodna (arabe : جبال حضنة) sont une chaîne montagneuse d'Algérie située dans le centre-est du pays. Ils forment une diagonale orientée ouest-nord-ouest / est-sud-est, reliant l’Atlas tellien et l’Atlas saharien, et dominant le chott el Hodna.

## Toponymie
Le nom de Hodna, donné à cet ensemble montagneux mais également au chott, provient de l'arabe et signifie : « sérénité, paix ».

## Géographie
La diagonale des monts du Hodna s'étend entre l'Atlas tellien (Bibans) au nord et l'Atlas saharien (Aurès) au sud, auquel on considère qu'elle appartient. Elle coupe les hauts plateaux en deux parties inégales et dominant la région déprimée du bassin du Hodna qu'elle délimite au nord-est. Les monts constituent géologiquement et humainement une réplique diminuée de l'Aurès.
La chaîne des monts du Hodna assure la liaison orographique entre les monts des Bibans (Amalou Mahroune) et l'Aurès (djebel Ich Ali). Cette chaîne est constituée, de l'ouest-nord-ouest à l'est-sud-est, par les monts des Ouennougha (djebel Choukchot, 1 832 m), de Dréat (djebel Mansourah, 1 863 m), les monts des Maadid (1 885 m), le Bou Taleb (djebel Afghane, 1 890 m), les monts des Ouled Sellem (djebel Guetiane, 1 840 m) et les monts de Belezma.
L'ensemble des monts n’isole pas complètement la dépression du Hodna des hautes plaines du Nord-Est. Ils s’élèvent jusqu’à 1 890 mètres dans le Bou Taleb (djebel Afghane), mais les voies de transhumance les traversent en suivant soit les gorges de la Soubella entre Maâdid et Bou Taleb ou la dépression entre N'Gaous et Barika.
Les versants nord, plus arrosés, sont couverts d'’illicaies et de matorrals à chênes verts, avec des lambeaux de cédraies vers les sommets. À l’est, le pin d’Alep domine ; alors que les versants sud sont moins boisés et couverts de genévrier de Phénicie parsemant la steppe à alfa. Les gisements de phosphates sont nombreux : les plus riches sont localisés dans le djebel Maâdid.

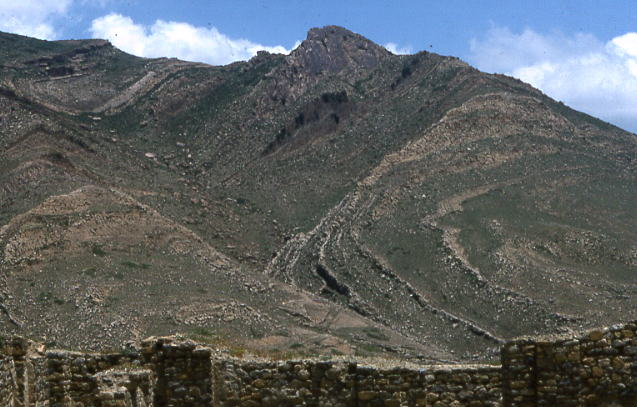
Vue sur les monts des Maâdid.
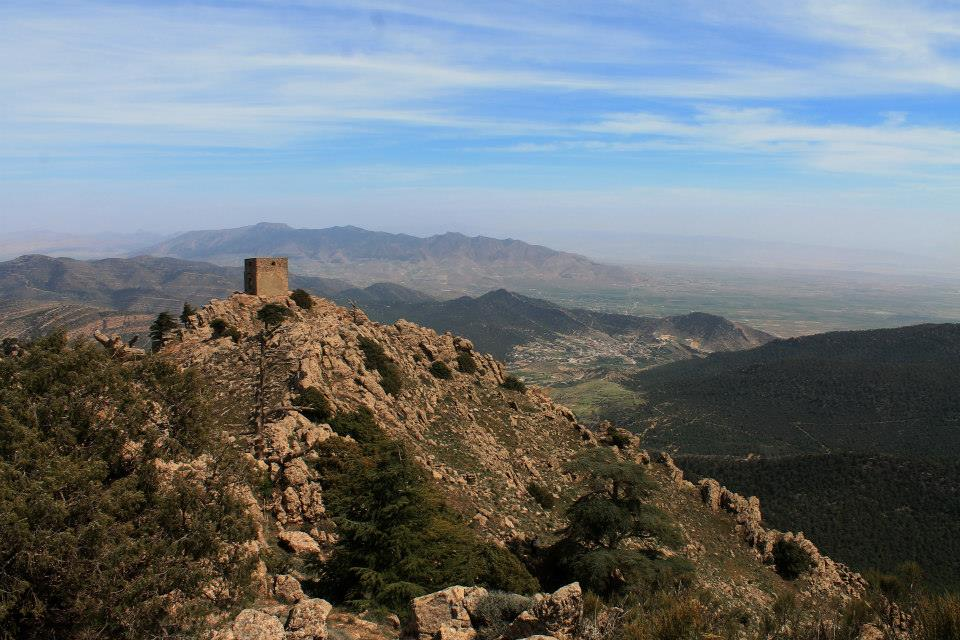
Le djebel Afghane dans le Bou Taleb.
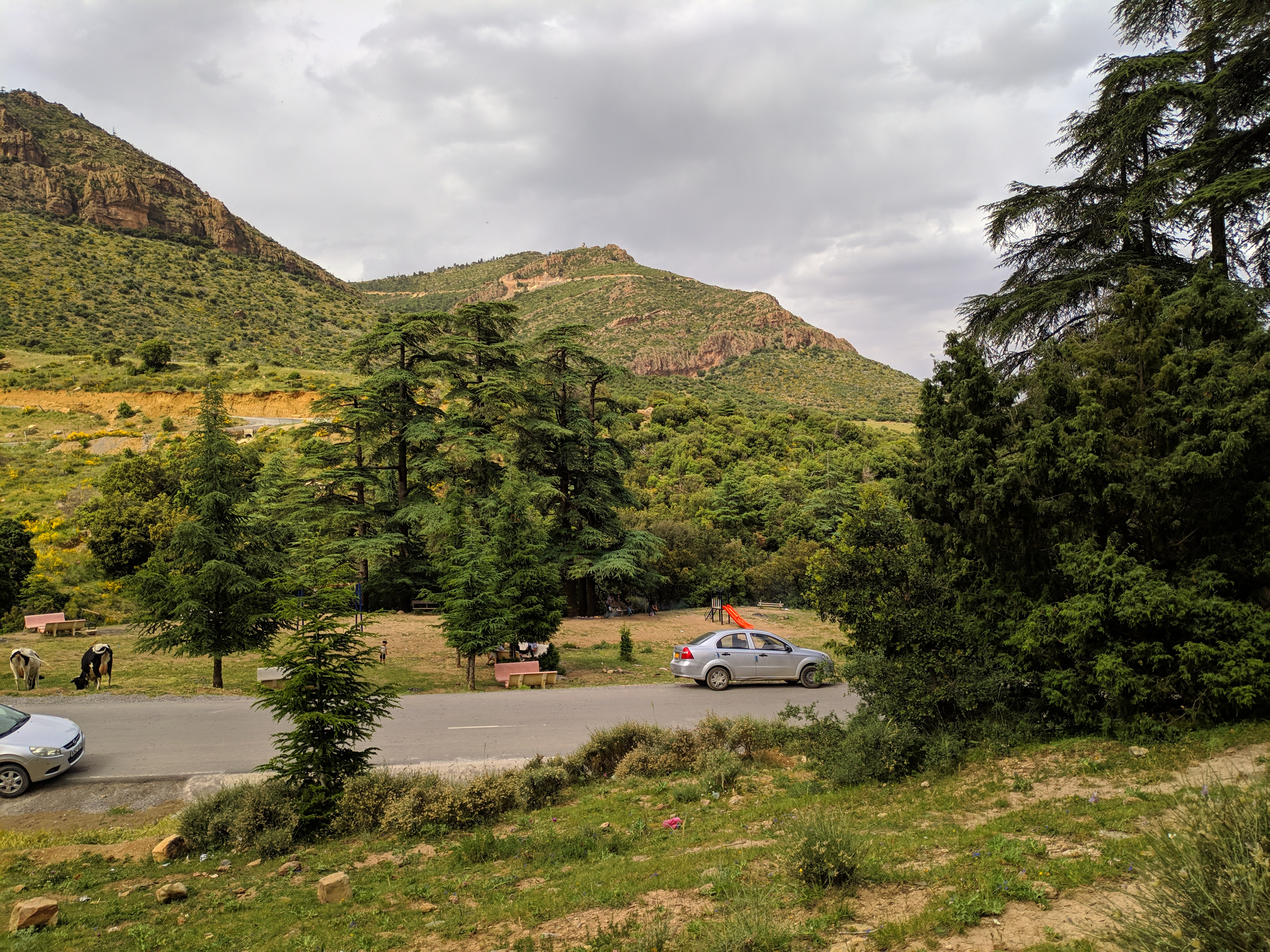
Parc national de Belezma.

## Patrimoine

Minaret du site de Kalâa des Béni Hammad.

Des gisements ont été signalés sur les versants des monts du Hodna. Dolmens et autres sépultures mégalithiques (bazinas, chouchet) ont été décrits dans les monts des Maâdid.
Les Romains ont tracé dans les montagnes, des limes, une ligne de défense contre les populations berbères hostiles à la présence romaine et ont édifié des postes militaires tout au long du limes, qui sont par la suite, devenus des villes : Thubuna, Nicivibus (N'gaous), Cellas, Macri, Zabi, Aras, Grimidi.
Les versants sud des monts des Maâdid abritent le site archéologique de la Kalâa des Béni Hammad située à 1 000 m d'altitude. La Kalaa première capitale des Hammadides, a été fondée au début du XIe siècle. C'est un des complexes monumentaux les plus intéressants de la civilisation islamique. Le site est classé patrimoine mondial par l'UNESCO depuis 1980.

## Populations
Les tribus nomades de la Hodna s’arabisent progressivement, alors que les populations des massifs qui la dominent à l’est, depuis le Bou Taleb jusqu’au Belezma, conservent leur mode de vie et leur langue berbère et appartient au groupe chaouis.